# Tramvajová doprava v Charkově

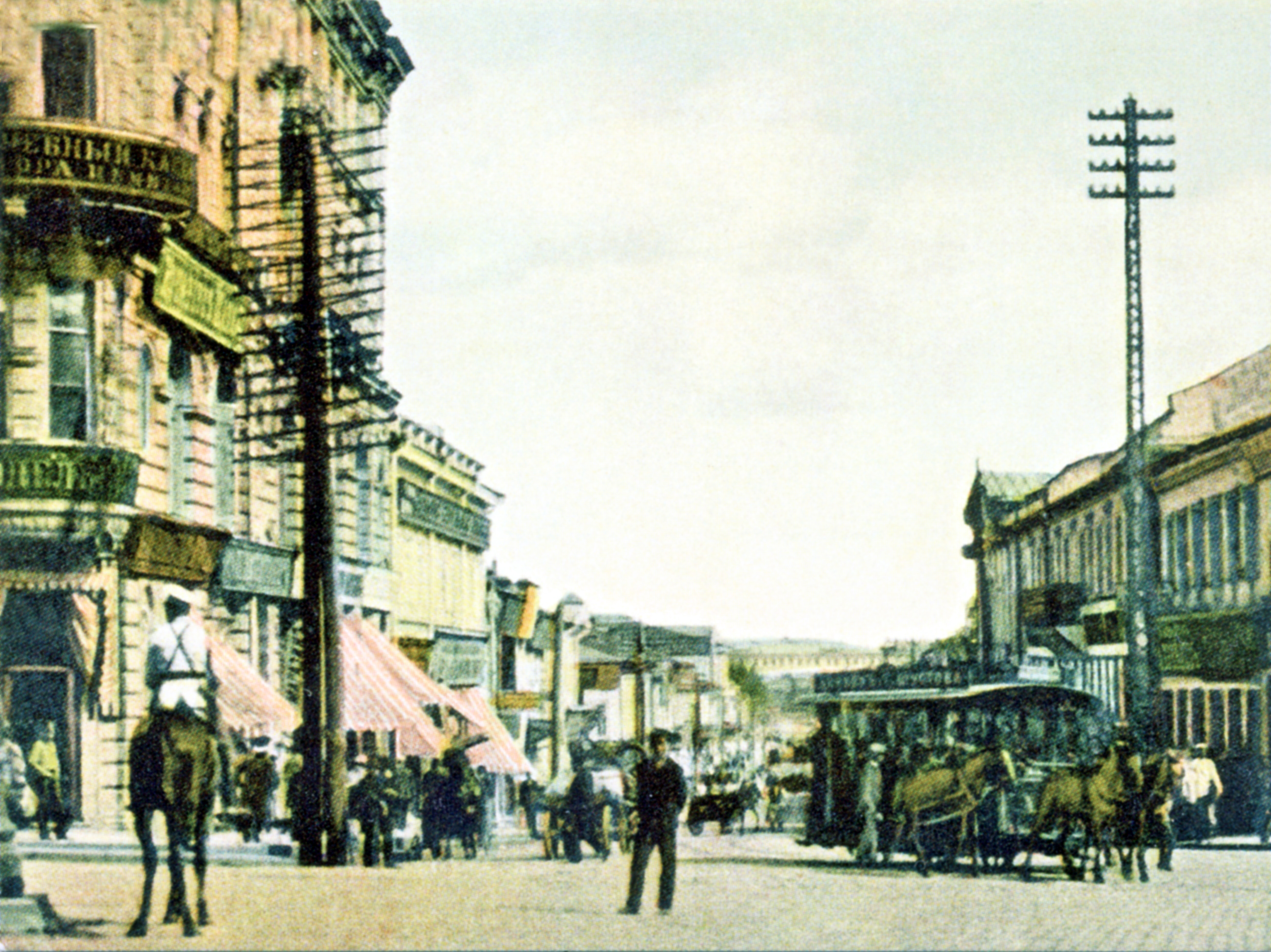
Koňka v Charkově na počátku 20. století

Druhé největší město Ukrajiny, Charkov, disponuje tramvajovou sítí. Ta má zhruba stejné postavení, jako např. pražská – počet linek se zde pohybuje kolem třiceti a tramvajová doprava doplňuje tři linky metra. Systém je širokorozchodný; rozchod kolejí činí 1524 mm.

## Historie
Počátkem tramvajové dopravy na Ukrajině se stalo otevření koňky 24. září 1892. Provozovatelem byla belgická společnost Société anonyme belge des tramways de Kharkoff. Tento provoz sloužil až do roku 1918 a spojoval místní nádraží s centrem města. 
Na začátku druhé poloviny života této koňské tramvaje, roku 1906, se objevila i tramvaj elektrická. Postavena byla jako úzkorozchodná, s tehdy obvyklým metrovým rozchodem. Její linka vedla paralelně s koňkou.
Krátce po Říjnové revoluci se rozhodlo koňku zrušit a přebudovat na modernější elektrickou trakci. Pak již nestálo rychlému rozvoji téměř nic v cestě. Ve 20. letech délka všech tramvajových tratí dosáhla 65 km. Stále však existovaly dva rozchody (a tedy i dvě sítě). To bylo změněno mezi lety 1927 až 1930, kdy ten úzkorozchodný nakonec zanikl definitivně. 
Jak postupně město po druhé světové válce rostlo, na okrajových sídlištích kromě již nově vybudovaného metra se začaly objevovat i další tratě tramvajové. V 80. letech 20. století dosáhla délka sítě svého maxima – 230 km s 31 linkami, na něž bylo vypravováno kolem 600 tramvajových vozidel. 
Další rozvoj zastavil ale rok 1991 a rozpad SSSR. Díky znehodnocení měny se prakticky rychle ztratila většina příjmů z jízdného. Došlo k zastavení dodávek nových vozů a výstavby nových tratí. Systém je sice velmi dobře využívaný, vzhledem k mnoha sociálním úlevám na jízdném pro různé skupiny obyvatelstva však také velmi ztrátový a to činí jeho budoucnost nejasnou. V dnešní době platí jízdné pouze asi 30 % z celkového počtu asi milionu cestujících denně.
Ve druhé polovině roku 2011 zakoupil charkovský dopravní podnik celkem 10 vyřazených pražských tramvají. Jednalo se o šest vozů Tatra T3M (vůbec první rozšíření tohoto typu s tyristorovou elektrickou výzbrojí TV1 mimo Československo), jeden vůz T3SU a tři vozy T3SUCS. Další odkup starších tramvají z Prahy je plánován.